# آلفونس برتیلون

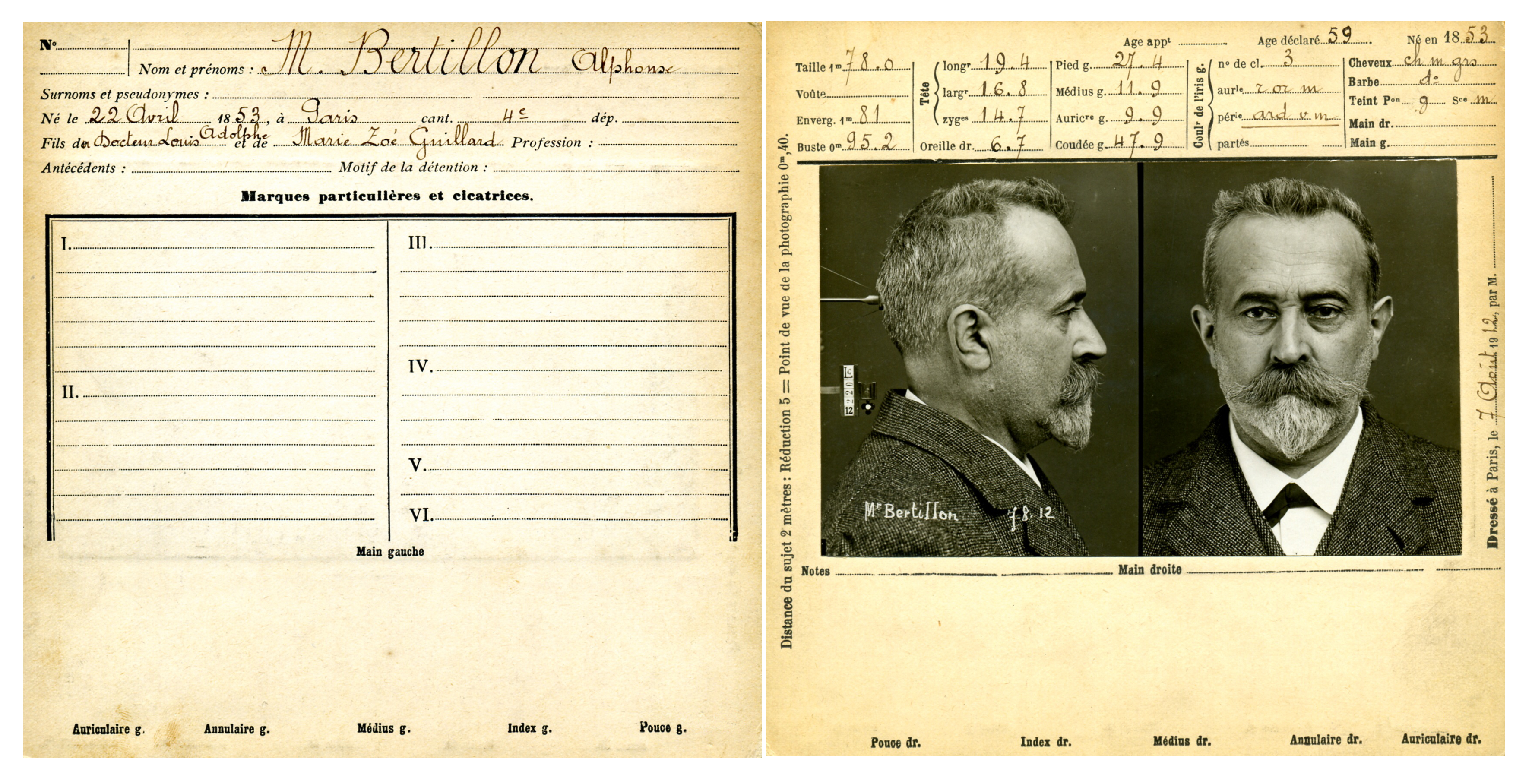
برگه تشخیص هویت آلفونس برتیلون در اداره پلیس پاریس.

آلفونسِ برتیلون (به فرانسوی: Alphonse Bertillon) جُرم‌شناس و افسر پلیس فرانسوی بود که در سال ۱۸۷۹ میلادی، با استفاده از علم بیومتریک، روش آنتروپومتری را به عنوان روشی برای شناسایی افراد بر اساس ثبت دقیق ابعاد بدن، چهره‌خوانی، شرح فیزیکی و عکس بازداشت به وجود آورد.
در ماجرای دریفوس، او در مقام رئیس اداره جرم‌شناسی پلیس پاریس و به عنوان «کارشناس خط» علیه آلفرد دریفوس شهادت داد.
آلفونسِ برتیلون در ۱۳ فوریه ۱۹۱۴ و در سن ۶۰ سالگی، در پاریس درگذشت و در گورستان پر-لاشز به‌خاک سپرده‌شد.